# Държавно управление
 Тази статия е за дейностите по управление на държавата.  За системата от институции вижте Държава.  За формите на управление вижте Форма на държавно управление.
Държавното управление е съвкупността от дейности по управление на държавата.
То включва създаване на закони и други правни норми, тяхното прилагане и правна интерпретация, организиране на данъчно облагане, държавно обществено осигуряване и отбрана, осигуряване на обществен ред, провеждане на външна политика и други пряко свързани дейности.